# درع (بني ضبيان)

تعديل مصدري - تعديل

درع هي إحدى قرى عزلة بني ضبيان بمديرية بني ضبيان التابعة لمحافظة صنعاء، بلغ تعداد سكانها 226 نسمة حسب تعداد اليمن لعام 2004.